# Prélude et fugue en ut mineur (BWV 847)
Le Clavier bien tempéré I
Pour un article plus général, voir Le Clavier bien tempéré.
Le prélude et fugue en ut mineur (BWV 847) est le second couple de préludes et fugues du premier livre du Clavier bien tempéré de Jean-Sébastien Bach, compilé vers 1722.
Le prélude emprunte le style d'une toccata impétueuse et obstinée toute en doubles-croches. La fugue, à trois voix, est l'une des plus populaires et formellement exemplaire.

## Prélude
Le prélude, noté , comporte 38 mesures et se présente comme une étude à deux voix, sorte de toccata en mouvement perpétuel, avec des mouvements contraires aux deux mains. Mesure 25, le mécanisme est brisé et devient une coda en style de fantasia,, avec l'apparition de trois mesures d'arpèges, aboutissant à un presto (mesures 28–33), un ralentissement noté Adagio, en fa mineur (sous-dominante d’ut), dans le style du récitatif, puis la reprise du tempo initial pour quatre mesures d'accords brisés où sonne sur une pédale dans le ton, une belle et optimiste tierce picarde, un mi agrémenté d'un mordant, surmonté d'un point d'orgue.

## Fugue
La fugue à trois voix, notée , est longue de 31 mesures. 
Le sujet est plein de charme, mémorable et facile à suivre avec un motif répété trois fois sur do–si–do.
La fugue est d'un style relativement léger, favorisé par les trois voix et les divertissements, au nombre de quatre. La pièce se termine avec la réexposition du sujet intégralement au soprano sur une pédale de tonique, quelques voix supplémentaires renforçant l'harmonie (procédure qui tranche avec le sérieux contrapuntique des prédécesseurs de Bach) et un accord majeur.
Cette fugue, souvent analysée, l'était déjà par certains élèves de Bach eux-mêmes : Bernhard Christian Kayser (1705–1758) laisse des annotations sur le manuscrit P 401. La régularité des entrées, la présence des contre-sujets bien identifiés, des divertissements, l'usage de canons dans le premier et le quatrième, la réexposition du sujet sur une pédale de tonique, en fait par son plan clair et logique, une fugue formellement exemplaire.
Deux contre-sujets. Comme dans le prélude, Bach achève la fugue avec une tierce picarde.

## Genèse

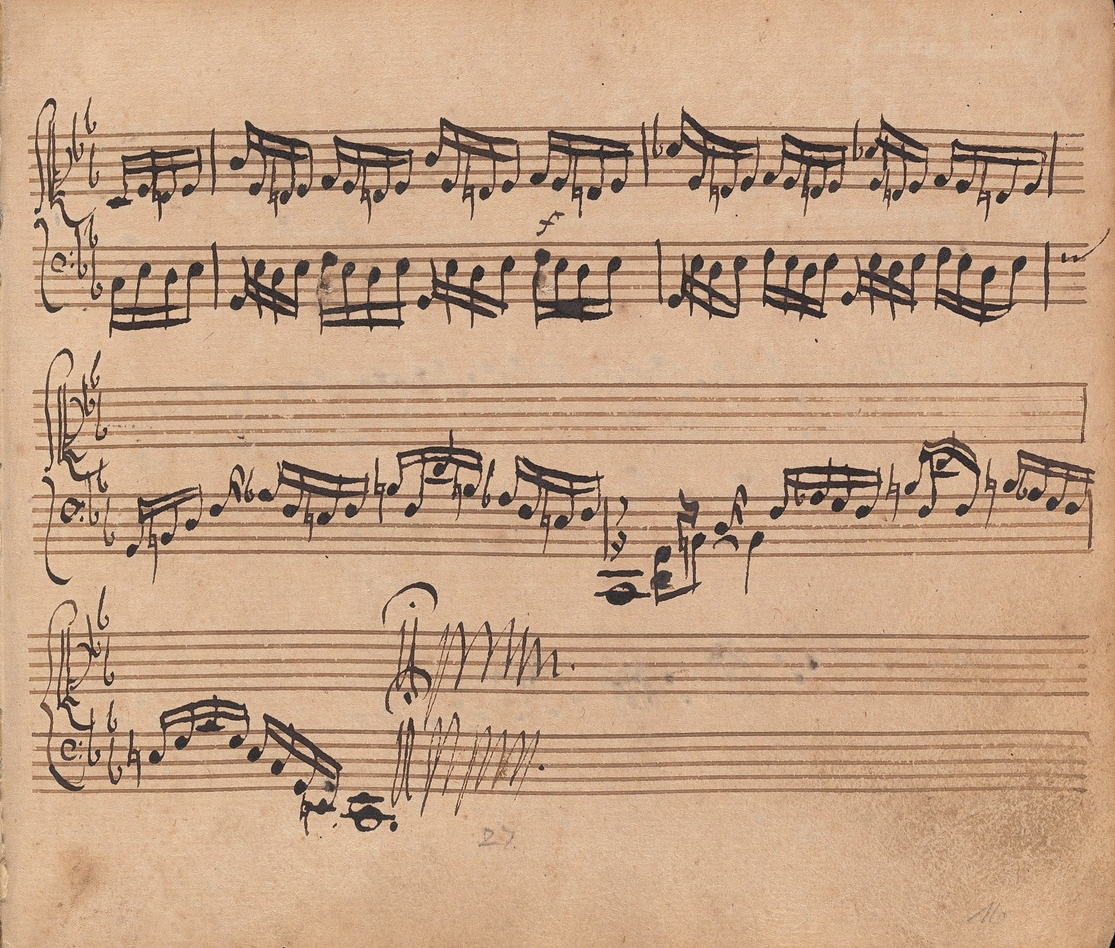
Les dernières mesures du Prélude en ut mineur, tel qu'il se présente dans le Clavierbüchlein pour Wilhelm Friedemann Bach.

Le prélude figure dans le Clavierbüchlein (no 15) dans une version plus ramassée de 27 mesures, dont 24 figurent dans la version du Clavier bien tempéré. Dans la version définitive, Bach lui ajoute onze mesures.

## Postérité
Théodore Dubois en a réalisé une version pour piano à quatre mains, publiée en 1914.
Ferruccio Busoni a tiré une étude pour piano du prélude BWV 847.
Leopold Stokowski a réalisé un arrangement pour orchestre de la fugue, qu'il a enregistré en avril 1934 pour RCA, mais resté inédit jusqu'à sa parution en 1985, chez RCA,.
Nicolas Slonimsky, compose deux de ses cinquante-et-une Minitudes for piano, avec le matériau thématique de la fugue. La no 47 est intitulée « Bach in Fluid Tonality » et la Minitude suivante no 48, toujours avec le même thème, il transforme le tout en un court prélude Debussyste, qu'il intitule « Bach x 2 = Debussy ». La partition composée entre 1972 et 1976, est publiée chez G. Schirmer en 1979.
Dimitri Naïditch a réalisé un arrangement jazz du prélude, qu'il a enregistré pour le label New Time Classics, avec la complicité de Gilles Naturel, contrebasse et d'Arthur Alard, batterie (également avec le BWV 846 et d'autres œuvres de Bach).
Eric Lamb (en) a réalisé un arrangement de la fugue pour flûte, alto et violoncelle, enregistré pour le label Paladino en 2018 (PMR 0094).

## Utilisations
On peut entendre le prélude ainsi qu'une improvisation dans le film La Passion d'Augustine de Léa Pool ainsi que dans le film nommé Au bout des doigts, et aussi dans Bagdad Café de Percy Adlon et dans Les Triplettes de Belleville. Une version est adaptée par Gabriel Yared dans le film Juste la fin du monde de Xavier Dolan.